# ووجیمیش چیموشویتس
ووجیمیش چیموشویتس (لهستانی: Włodzimierz Cimoszewicz؛‏ تلفظ لهستانی: [vwɔˈd͡ʑimjɛʂ t͡ɕimɔˈʂɛvit͡ʂ] ()، زادهٔ ۱۳ سپتامبر ۱۹۵۰) یک سیاست‌مدار اهل لهستان است که از فوریه ۱۹۹۶ تا اکتبر ۱۹۹۷ نخست‌وزیر این کشور بود. وی همچنین در کابینه لشک میلر و مارک بلکا وزیر امور خارجه بود.